# Baglietto (遊艇公司)
Baglietto，在1854年，由Pietro Baglietto家族，最初於意大利瓦拉澤成立。現時總部位於拉斯佩齐亚。
它們建造遊艇100英尺不等，也是等同高貴和奢侈象徵，造價費用3000萬美元不等。

## 連結
- baglietto.com（页面存档备份，存于）